# Calliphora kermadeca
Calliphora kermadeca är en tvåvingeart som beskrevs av Hiromu Kurahashi 1971. Calliphora kermadeca ingår i släktet Calliphora och familjen spyflugor. Inga underarter finns listade i Catalogue of Life.